# Xiu Xiu
Xiu Xiu (xiu quer dizer sapato em chinês) é uma banda de música experimental / art rock arte original de San José, Califórnia. A banda é uma criação do cantor e compositor Jamie Stewart, que foi seu único membro constante desde a sua criação. Seus colegas atuais são Angela Seo e percussionista Ches Smith. O nome da banda é tirado de 1998, filme chinês Xiu Xiu: The Sent Down Girl.
Música Xiu Xiu's inspira-se fortemente a partir de vários gêneros diferentes, incluindo post-punk, synth pop dos anos 80, noise, ambient, techno, a música percussiva asiático, música clássica moderna  e música folclórica.

## Discografia

### Álbuns
- 2002 - Knife Play
- 2003 - A Promise
- 2003 - Fag Patrol (acústico)
- 2004 - Fabulous Muscles
- 2005 - Life and Live (ao vivo)
- 2005 - La Forêt
- 2006 - The Air Force
- 2008 - Women as Lovers
- 2008 - Xiu Xiu for Life : The first 5 years
- 2010 - Dear God, I Hate Myself
- 2012 - Always
- 2013 - Nina
- 2014 - Angel Guts: Red Classroom
- 2014 - Unclouded Sky
- 2015 - MERZXIU (colaboração com Merzbow)
- 2016 - Plays the Music of Twin Peaks
- 2017 - Forget
- 2019 - Girl With Basket of Fruit
- 2021 - Oh No
- 2023 - Ignore Grief
- 2024 - 13" Frank Beltrame Italian Stiletto With Bison Horn Grips

### Singles/EPs
- 2002 - Chapel of the Chimes (EP)
- 2004 - Álbum split com This Song Is a Mess but So Am I
- 2004 - Álbum split com Bunkbed
- 2004 - Fleshettes CD-single
- 2005 - Xiu Xiu/Devendra Banhart Álbum split com Devendra Banhart
- 2005 - Álbum split com Kill Me Tomorrow
- 2005 - Álbum split com The Paper Chase
- 2005 - Xiu Xiu/The Dead Science Álbum split com The Dead Science
- 2005 - The Special 12 Singles Séries
- 2006 - Tu Mi Piaci EP
- 2006 - picture disc com fotos de David Horvitz
- 2007 - Jamie Stewart Pre xiu xiu Picture disc 7" com fotos de David Horvitz
- 2008 - Álbum split com High Places
- 2009 - Álbum split com Parenthetical Girls,cover de (Morrissey/The Smiths, Upset the Rhythm)
- 2011 - "Razor Scooter" / "Sashay Away" digital single
- 2011 - "Almost Xiu Xiu, Almost Deerhoof" split 7" with Deerhoof
- 2011 - "Daphny" / "Only Girl" 7"
- 2012 - split 12" with Chad VanGaalen
- 2012 - split 7" with Dirty Beaches
- 2012 - Always remixes 7"
- 2012 - Graveface Records Charity 7"
- 2014 - "I Luv Abortion" / "Joeys Song" single